# بانیاچو
بانیاچو (به لاتین: Baniacho) یک منطقهٔ مسکونی در بنگلادش است که در ناحیه چاندپور واقع شده‌است.